# Atia Balba Caesonia
Atia Balba Caesonia (85-43 av. J.-C.), appelée également Atia Balba Secunda ou simplement Atia, est la fille de Marcus Atius Balbus (105-51 av. J.-C.) et de Julia Caesaris Minor, sœur de Jules César. Elle est la mère d'Octave. La gens dont elle est issue descend du guerrier troyen Atys, évoqué au Chant V de l'Énéide.

## Biographie
Atia, nièce de Jules César, est l'épouse de Caius Octavius, gouverneur de Macédoine et sénateur romain. Ils ont deux enfants : une fille, Octavie (Octavia Thurina Minor), et un fils plus jeune, Octave, qui deviendra le premier empereur romain. En 59 av. J.-C., Caius Octavius meurt alors qu’il prenait le chemin de Rome pour devenir consul.
Atia se marie une seconde fois, avec Lucius Marcius Philippus, consul en l’an 56 av. J.-C. et ardent défenseur de Jules César. De ce second mariage, naît une fille, Marcia, qui épousera Paullus Fabius Maximus. Il arrange le mariage de sa belle-fille Octavie avec Caius Claudius Marcellus Minor, sénateur et futur consul. 
Atia est une matrone pieuse et soigneuse, Tacite la place parmi les matrones romaines idéales: 

« Et ce n'étaient pas seulement les études et les travaux de l'enfance, mais ses délassements et ses jeux, qu'elle tempérait par je ne sais quelle sainte et modeste retenue. »

Suétone mentionne les augures qu’elle perçut avant et après la naissance d’Auguste :

« Je lis dans les traités d'Asclépias de Mendès, "sur les choses divines", qu'Atia étant venue au milieu de la nuit dans le temple d'Apollon pour y faire un sacrifice solennel, fit poser sa litière pendant que les autres matrones s'en retournaient ; que tout à coup un serpent se glissa vers elle, et peu après se retira; et qu'à son réveil elle se purifia, comme si elle sortait des bras de son mari ; que, dès ce moment, elle avait eu sur le corps l'empreinte d'un serpent que jamais elle ne put effacer, en sorte qu'elle ne parut plus aux bains publics ; qu'enfin Auguste naquit dans le dixième mois, et passa en conséquence pour le fils d'Apollon. »

« Il est notoire que, le jour de la naissance d'Auguste, Octavius, à cause de l'accouchement de sa femme, se rendit tard au Sénat où l'on délibérait sur la conjuration de Catilina, et que P. Nigidius, ayant appris la cause de ce retard, et s'étant informé de l'heure où l'enfant avait vu le jour, déclara qu'il était né un maître à l'univers. »

Elle a des doutes sur la légitimité de son fils Octave à être l’héritier de César, et elle essaie de le dissuader d'accepter son héritage. 
Atia meurt pendant le premier consulat de son fils en 43 av. J.-C., Octave lui rend les honneurs les plus importants lors de son enterrement. Son second mari, Philippus, épousera l’une de ses sœurs.

## À l'écran
Atia Balba Caesonia inspire le personnage d'Atia Julii de la série télévisée Rome. Le rôle est joué par Polly Walker qui interprète, à l'opposé du témoignage de Tacite, une intrigante assoiffée de pouvoir, déchirée entre son fils, Octave, et son amant, Marc Antoine.